# Mancomunitat de Municipis de l'Alcoià i el Comtat
La Mancomunitat de Municipis de l'Alcoià i el Comtat és un organisme comarcal constituït oficialment el desembre de 2011 amb l'adhesió de 14 municipis amb la seu a l'Ajuntament d'Alcoi. Va aprovar els seus estatuts el gener de 2013 amb 15 municipis, segons els quals cada un havia de pagar una quota d'acord amb la població a canvi de serveis relacionats amb la sanitat, la promoció econòmica, la cultura i el turisme, com l'arreplegada de fem i la potenciació del turisme.
El 2017 van presentar un pla estratègic de cicloturisme i el 2018 el programa Senderisme entre muntanyes. El 2018 el president era Manuel Gomicia i hi havia 12 municipis que formaven part de la mancomunitat, que eren Agres, Alcoi, Alfafara, Banyeres de Mariola, Benimarfull, Cocentaina, Gaianes, Gorga, L'Alqueria d'Asnar, L'Orxa, Millena i Muro. Els últims en incorporar-se havien estat L'Orxa i Gorga, el 2017.